# Tortue de Horsfield
Testudo horsfieldii
Espèce
Synonymes
- Agrionemys horsfieldii (Gray, 1844)
- Homopus burnesii Blyth, 1853
- Testudo baluchiorum Annandale 1906
- Agrionemys horsfieldi kazachstanica Chkhikvadze, 1988
- Agrionemys kazachstanica Chkhikvadze, 1988
- Agrionemys horsfieldi rustamovi Chkhikvadze, Amiranashvili & Ataev, 1990
- Agrionemys rustamovi Chkhikvadze, Amiranashvili & Ataev, 1990
- Agrionemys bogdanovi Chkhikvadze in Chkhikvadze, Brushko & Kubykin, 2008
- Agrionemys kazachstanica kuznetzovi Chkhikvadze, Ataev, Shammakov & Zatoka in Chkhikvadze, Ataev & Shammakov, 2009
- Agrionemys kazachstanica terbishi Chkhikvadze, 2009

Statut de conservation UICN

 VU A2d : Vulnérable
Statut CITES
Testudo horsfieldii, la Tortue de Horsfield, est une espèce de tortues de la famille des Testudinidae. Elle est aussi appelée Tortue russe ou Tortue des steppes.

## Distribution et sous-espèces
Selon TFTSG (30 juin 2011) :
- Testudo horsfieldii horsfieldii Gray, 1844 Iran, Pakistan, Afghanistan, Tadjikistan, Turkménistan et Ouzbékistan.

La forme occidentale présente une Carapace plate, lisse et au contour plus arrondi par rapport aux autres sous-espèces. À la moitié elle est presque complètement plate et caractérisée par des couleurs jaune-brun de base, olivâtres ou parfois jaune-olive, avec des dessins noirs indistincts, pas toujours présents, sur les écailles simples. Elle mesure 23 cm pour la femelle et 20 cm pour le mâle.
La forme orientale présente une carapace de coloration orange marron intense avec des taches sombres décolorées. La tête et les pattes de coloration brunâtre. Elle mesure 20 cm pour la femelle et 18 cm pour le mâle.
- Testudo horsfieldii bogdanovi (Chkhikvadze in Chkhikvadze, Brushko & Kubykin, 2008) Kirghizistan, Tadjikistan, Turkménistan et Ouzbékistan.
- Testudo horsfieldii kazakhstanica (Chkhikvadze, 1988), Kazakhstan, Kirghizistan, Ouzbékistan et Xinjiang en Chine.

La carapace a une légère forme de dôme comme celle de T. h. hermanni, la coloration est différente allant de l'ocre olivâtre clair au marron olivâtre avec des taches noires uniques au sommet des écailles. La tête et les pattes sont mouchetées de noir. Elle mesure 21 cm pour la femelle et 18 cm pour le mâle.
- Testudo horsfieldii kuznetzovi (Chkhikvadze, Ataev, Shammakov & Zatoka in Chkhikvadze, Ataev & Shammakov, 2009) Turkménistan et Ouzbékistan.
- Testudo horsfieldii rustamovi (Chkhikvadze, Amiranashvili & Ataev, 1990) Iran, Kazakhstan et Turkménistan.

La carapace se présente comme plus plate et oblongue que celle des autres sous-espèces. Les écailles sont très sombres et bordées de jaune. La tête et les pattes ont une coloration noirâtre ou brunâtre. Elle vit en zones montagneuses, jusqu'à 2 500 m, décharnées ou avec des dunes de sable. Avec un climat plus frais en été, elle n'estive pas. Elle est plus active pendant l'année, de mai à septembre. Elle mesure 17 cm pour la femelle et 15 cm pour le mâle.
- Testudo horsfieldii terbishi (Chkhikvadze, 2009) Mongolie.

## Description

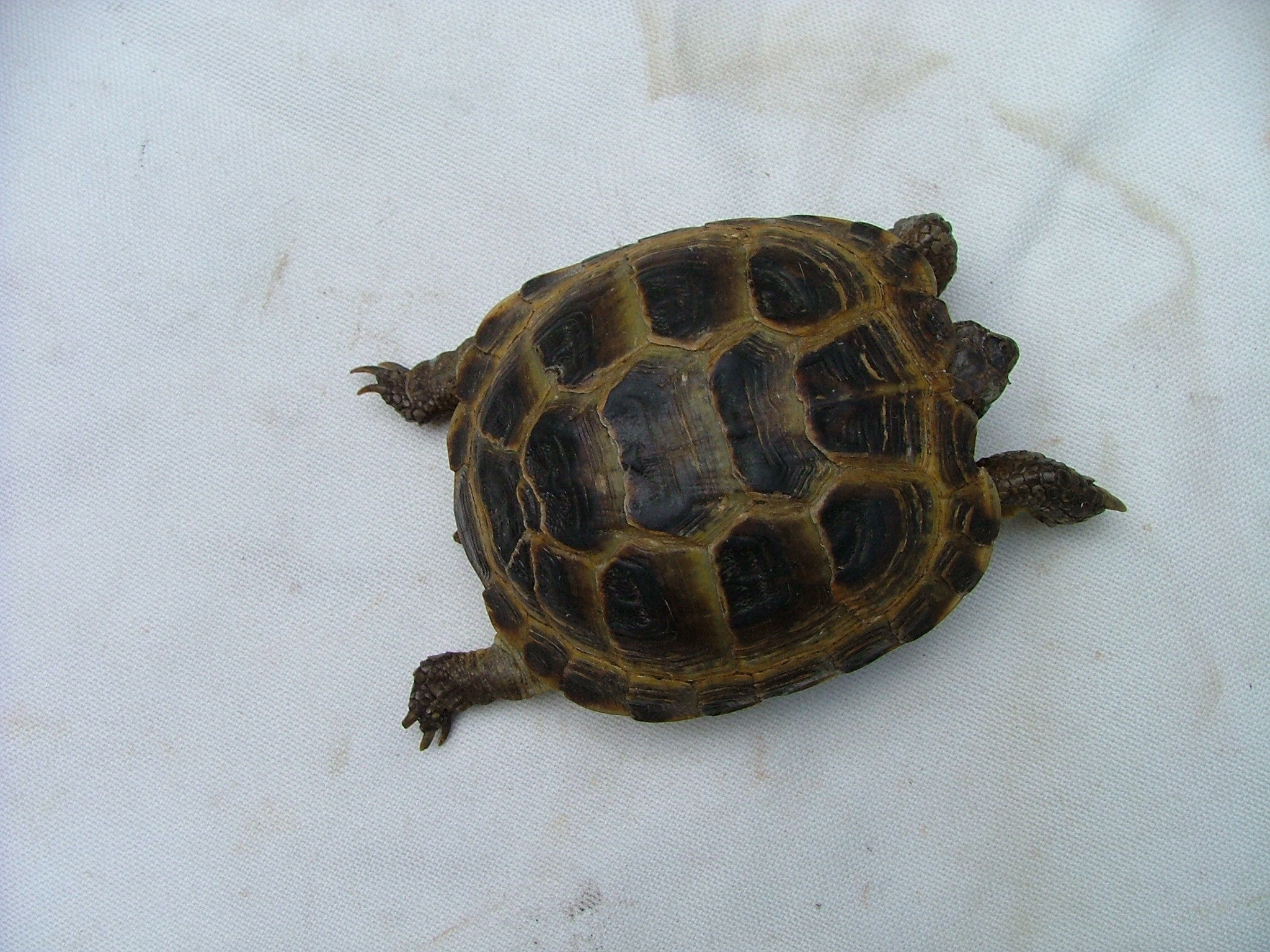
T. horsfieldii rustamovi

Elle présente une carapace nettement aplatie et sa queue est terminée par une pointe cornée. Elle hiberne et estive souvent lors des étés très secs dans des terriers de jusqu'à 2 mètres de profondeur afin de rechercher la fraîcheur. On peut la rencontrer jusqu'à 1 200 m d'altitude.
C'est une espèce protégée qu'il est déconseillé d'acquérir en raison du trafic international dont elle fait l'objet. En posséder une comme animal domestique reste possible, à condition de l'acheter dans un pays (France, Belgique, Espagne, etc.) dont la législation en autorise la vente.
Cette tortue est la première tortue à voyager dans l'espace lors de tests réalisés par les Soviétiques en 1968 et même le premier vertébré à faire le tour de la Lune à bord de la sonde Zond 5,.

## Étymologie
Cette espèce est nommée en l'honneur de Thomas Horsfield.

## Captivité
Les tortues de Horsfield sont des animaux de compagnie populaires. Bien qu’il s’agisse d’une espèce rustique, ils ont des besoins spécifiques. Les tortues russes nécessitent une cage très sèche et bien drainée dans un enclos intérieur. Elles peuvent être gardées à l'intérieur ou à l'extérieur, mais les enclos extérieurs pour tortues nécessitent généralement moins d'équipement et d'entretien et sont préférables si le gardien vit dans un climat approprié. Les enclos intérieurs doivent mesurer 2,5 m × 1,2 m × 0,75 m), ou autrement offrir 3,0 m2 de surface au sol. À l’intérieur, un équipement spécialisé est nécessaire pour maintenir des températures et une humidité modérées, avec une lumière UVB disponible dans une intensité appropriée.
En captivité, le régime alimentaire des tortues russes se compose généralement de mâche, de plantains et de divers autres légumes-feuilles foncés. Le régime alimentaire naturel de la tortue russe se compose de végétation herbacée et succulente comprenant des herbes, des brindilles, des fleurs et quelques fruits. L'alimentation doit être la plus variée possible pour réduire le risque de déséquilibre alimentaire.  L'eau est importante pour toutes les espèces ;  la tortue, étant une espèce aride, tire généralement de l'eau de sa nourriture, mais elle a toujours besoin d'un approvisionnement constant. Les jeunes tortues russes doivent être trempées 1 à 2 fois par semaine dans de l'eau tiède pas plus profonde que leurs coudes pour rester hydratées. Les tortues vident généralement leurs intestins dans l'eau pour cacher leur odeur ;  c'est un instinct, et cela aide également à garder leur enclos plus propre.

## Publications originales
- Chkhikvadze, 1988 : Taxonomic status of modern land tortoise of Middle Asia and Kazakhstan. Bulletin of the Academy of Sciences of Georgia, vol. 14, no 2, p. 110–114 (texte intégral).
- Chkhikvadze, Amiranashvili & Ataev, 1990 : A new subspecies of tortoise from southwestern Turkmenistan. Izvestiya Akademii Nauk Turkmenskoi SSR, Seriya Biologicheskie Nauki, vol. 1, p. 72–75.
- Chkhikvadze, 2008 : [Agrionemys bogdanovi] in Chkhikvadze, Brushko & Kubykin, 2008 : A brief overview of the systematics of the Central Asian tortoise (Testudinidae: Agrionemys) and mobile shell zone in this group of turtles. Selevinia (Almaty), vol. 2008, p. 100–104 (texte intégral).
- Chkhikvadze, 2009 : Central Asiatic tortoises in Mongolia. Problems of Desert Development (Ashgabat), vol. 2009, no 3/4, p. 60–63 (texte intégral).
- Chkhikvadze, Ataev, Shammakov & Zatoka, 2009 : [Agrionemys kazachstanica kuznetzovi] in Chkhikvadze, Ataev & Shammakov, 2009 : New taxons of Central Asian tortoises (Testudinidae: Agrionemys bogdanovi and A. kazachstanica kuznetzovi). Problems of Desert Development (Ashgabat), vol. 2009, no 1/2, p. 49–54 (texte intégral).
- Gray, 1844 : Catalogue of Tortoises, Crocodilians, and Amphisbaenians in the Collection of the British Museum. British Museum (Natural History), London, p. 1-80 (texte intégral).